# Stockholm (condado de Pepin, Wisconsin)
Stockholm es un pueblo ubicado en el condado de Pepin en el estado estadounidense de Wisconsin. En el Censo de 2010 tenía una población de 197 habitantes y una densidad poblacional de 3,49 personas por km².

## Geografía
Stockholm se encuentra ubicado en las coordenadas 44°30′16″N 92°15′27″O / 44.50444, -92.25750. Según la Oficina del Censo de los Estados Unidos, Stockholm tiene una superficie total de 56.41 km², de la cual 39.67 km² corresponden a tierra firme y (29.68%) 16.74 km² es agua.

## Demografía
Según el censo de 2010, había 197 personas residiendo en Stockholm. La densidad de población era de 3,49 hab./km². De los 197 habitantes, Stockholm estaba compuesto por el 98.48% blancos, el 0.51% eran afroamericanos, el 0.51% eran amerindios, el 0.51% eran asiáticos, el 0% eran isleños del Pacífico, el 0% eran de otras razas y el 0% pertenecían a dos o más razas. Del total de la población el 3.55% eran hispanos o latinos de cualquier raza.